# 相交
在数学中，相交是两个几何图形之间关系的一种。两个图形相交是指它们有公共的部分，或者说同时属于两者的点的集合不是空集。若两个几何图形在某个地方有且只有一个交点，则可以称为相切而不是相交。如果两个图形完全重合，则一般不称为相交。

## 直线的相交
在欧几里得平面上，两条直线要么平行，要么相交，要么重合。这时欧几里得第五公设的推论。相交的两条直线恰好有一个交点。在非欧几何中，按几何特性（曲率），可以分为两类。罗巴切夫斯基几何中两条直线要么平行，要么相交，但平行线不止一条。黎曼几何中两条直线总是相交。
三维空间或更高维空间中，两条直线相交则必定共面。

## 圆的相交
歐幾里得幾何中，同一平面上的两个圆之间的关系有四种：相离、相切、相容和相交。相离指两圆没有交点而且没有一个圆在另一个圆内部。相切是指两圆只有一个交点。相交是指两圆有多于一个交点。相容是指两圆没有交点且一个圆在另一个内部。
两个圆相交当且仅当两个圆心之间的距离严格小于两圆的半径之和，并严格大于两圆的半径之差。

## 解析几何中的判别方法
在平面解析几何中，设两条直线的方程为：
{\displaystyle ({\mathcal {D}}_{1}):\,\ a_{1}x+b_{1}y=c_{1}}
{\displaystyle ({\mathcal {D}}_{2}):\,\ a_{2}x+b_{2}y=c_{2}}
那么解析失败 (SVG（MathML可通过浏览器插件启用）：从服务器“http://localhost:6011/zh.wikipedia.org/v1/”返回无效的响应（“Math extension cannot connect to Restbase.”）：): {\displaystyle (\mathcal{D}_1)}
与 {\displaystyle ({\mathcal {D}}_{2})} 相交当且仅当行列式：
{\displaystyle {\begin{vmatrix}a_{1}&b_{1}\\a_{2}&b_{2}\end{vmatrix}}=a_{1}b_{2}-a_{2}b_{1}}不等于零。
对于两圆相交，设两个圆的方程是：
{\displaystyle ({\mathcal {C}}_{1}):\,\ (x-x_{1})^{2}+(y-y_{1})^{2}=r_{1}^{2}}
{\displaystyle ({\mathcal {C}}_{2}):\,\ (x-x_{2})^{2}+(y-y_{2})^{2}=r_{2}^{2}}
那么{\displaystyle ({\mathcal {C}}_{1})}与 {\displaystyle ({\mathcal {C}}_{2})} 相交当且仅当：
{\displaystyle |r_{1}-r_{2}|<{\sqrt {(x_{1}-x_{2})^{2}+(y_{1}-y_{2})^{2}}}<|r_{1}+r_{2}|}

## 例子

### 直线
- 设两条直线的方程是：

{\displaystyle ({\mathcal {D}}_{1}):\,\ 3x+5y=18}
{\displaystyle ({\mathcal {D}}_{2}):\,\ 6x-y=3}
由于行列式：{\displaystyle {\begin{vmatrix}3&5\\6&-1\end{vmatrix}}=-33\neq 0}，两直线相交。交点为{\displaystyle (1,3)}。
- 设两条直线的方程是：

{\displaystyle ({\mathcal {D}}_{1}):\,\ 3x+5y=18}
{\displaystyle ({\mathcal {D}}_{2}):\,\ 6x+10y=3}
由于行列式：{\displaystyle {\begin{vmatrix}3&5\\6&10\end{vmatrix}}=0}，两直线不相交（实际上平行）。

### 圆
- 设两个圆的方程是：

{\displaystyle ({\mathcal {C}}_{1}):\,\ (x-1)^{2}+(y+4)^{2}=6^{2}=36}
{\displaystyle ({\mathcal {C}}_{2}):\,\ (x+3)^{2}+(y+1)^{2}=2^{2}=4}
这时两个圆心的距离是：{\displaystyle {\sqrt {[1-(-3)]^{2}+[-4-(-1)]^{2}}}=5}，{\displaystyle |6-2|<5<|6+2|}，因此两圆相交。